# Parc-nature de l'Anse-à-l'Orme
Le parc-nature de l'Anse-à-l'Orme est un espace vert du réseau des grands parcs de Montréal, au Québec, au Canada. Il est situé dans l'arrondissement Pierrefonds-Roxboro.

## Description
Le chemin de Senneville débouche, en venant de l'ouest, sur l'Anse à l'Orme qui constitue une extension vers le Sud-Est du lac des Deux Montagnes. Le Parc-nature de l'Anse-à-l'Orme, qui appartient à la ville de Montréal, a une superficie de 200 hectares. Le territoire du parc s'étend d'abord sur environ un kilomètre, en bordure de la petite baie, de part et d'autre de l'embouchure de la rivière à l'Orme. À partir de l'anse, le territoire du parc est délimité, par une bande de terre plutôt rectiligne qui pénètre à l'intérieur des terres sur une distance d'environ quatre kilomètres en suivant le tracé des berges de la rivière à l'Orme.

## Histoire
Certains ont cru que ce nom aurait pu indiquer la présence d'ormes à cet endroit. D'autres affirment que le toponyme rappelle la mémoire de Julien Hubert dit de Lorme à qui la terre adjacente à l'anse avait été concédée en 1698. On trouve le nom Anse à l'Orme sur plusieurs cartes anciennes (dès 1744), où cette appellation apparaît tant pour désigner l'anse que le ruisseau.

## Agrandissement
Le 17 septembre 2008 la ville de Montréal annonce l'agrandissement de 180 ha du parc. Le territoire agrandi est surtout composé de marais à l'Ouest de Pierrefonds-Roxboro. La ville négocie aussi l'acquisition de 40 ha à Sainte-Anne-de-Bellevue.
Il est prévu de le fusionner avec le futur Grand Parc de l'Ouest.